# Абак-керей
Абак-керей — казахский род племени керей.  Легенда утверждает, что джигит Абак из рода Шапырашты полюбил девушку из племени керей, и так положил начало роду абак-кереев, разросшемуся в 12 колен:
1. джантекей
2. жадык
3. каракас
4. шубарайгыр
5. ители
6. шеруши
7. меркит
8. шимойын
9. молки
10. жастабан
11. консадак
12. сарбас

Абак-кереи входили в Средний жуз, проживали и кочевали в Усть-Каменогорско-Зайсанском регионе по Калбинскому и Манракскому хребтам. В конце XVIII века Кугедай-султан (сын Абулфеиза), по договорённости с цинскими властями, поднял свой род и увёл абак-кереев в Синьцзян. Абак-кереи осели по верховьям Чёрного Иртыша, Сауру, Монгольскому и Китайскому Алтаю.
Абак-кереи наряду с ашамайлы-кереями представляют собой один из двух основных родов в составе кереев.
Согласно исследованиям С. Абилева, два клана кереев разделились около 20-22 поколений назад. Это даёт 500-550 (25 лет на поколение) или 600-660 лет жизни до общего предка. Он пишет, что старкластер С3 является генетическим маркером для абак-кереев и ашамайлы-кереев. Как отмечает С. Абилев, кереи родственны средневековым кереитам.
Согласно Ж. М. Сабитову, С3-старкластер, выявленный у кереев, связан с огромным массивом монгольских племён 13 века, распространивших эту гаплогруппу по территории Монгольской империи.